# Liste der Kulturdenkmäler in Uffhofen
In der Liste der Kulturdenkmäler in Uffhofen sind alle Kulturdenkmäler des rheinland-pfälzischen Ortsteils Uffhofen der Ortsgemeinde Flonheim aufgeführt. Grundlage ist die Denkmalliste des Landes Rheinland-Pfalz (Stand: 25. März 2025).

## Denkmalzonen
| Bezeichnung                    | Lage                                           | Baujahr                            | Beschreibung | Bild |
| ------------------------------ | ---------------------------------------------- | ---------------------------------- | --- | ---- |
| Denkmalzone Jüdischer Friedhof | südwestlich des Ortes; Flur Judenkirchhof Lage | zweite Hälfte des 19. Jahrhunderts | kleinflächiger Begräbnisplatz mit altem Baumbestand und sieben Grabstätten, zweite Hälfte des 19. und Anfang des 20. Jahrhunderts | BW   |

## Einzeldenkmäler
| Bezeichnung                   | Lage                                                 | Baujahr                 | Beschreibung | Bild                           |
| ----------------------------- | ---------------------------------------------------- | ----------------------- | --- | ------------------------------ |
| Untere Mühle                  | Belleneck 3, Untergasse 4 Lage                       | 16. bis 20. Jahrhundert | ehemalige Untere Mühle, 16. bis 20. Jahrhundert; Wohnhaus bezeichnet 1749, Fachwerk-Obergeschoss; verändertes ehemaliges Mühlengebäude aus Bruchstein, in der Hofwand Obergeschossfenster in Renaissanceformen; Bruchsteinscheune mit Fachwerkgiebel, wohl bezeichnet 1762; Torhaus aus Bruchstein, bezeichnet 1793; weitere überdachte Torfahrt; romanische Spolien, spätes 12. Jahrhundert und um 1200: an der Nordostecke des Hauses Kapitell mit Kelchknospen; aufgestellt zwei Wandvorlagen mit Kapitell | BW                             |
| Mennonitenkirche              | Hauptstraße 35 Lage                                  | 1829                    | ehemalige Mennonitenkirche; nachbarocker Krüppelwalmdachbau, bezeichnet 1829, 1969 privatisiert; Vorplatz mit Einfriedungsmauer, Eingang und zwei hundertjährigen Kastanien | Fotos hochladen                |
| Stall                         | Hauptstraße, zu Nr. 53 Lage                          | 1846                    | dreischiffiger Gewölbestall, romanisierende Formen, bezeichnet 1846 | BW                             |
| Hofanlage                     | Hauptstraße 75 Lage                                  | um 1600                 | Hofanlage; giebelständiges Wohnhaus im Kern wohl um 1600; vom Ursprungsbau Fenster mit gekehlten Sandsteingewänden in Westwand und Giebeln; mehrteilige Ökonomie, 19. Jahrhundert | Fotos hochladen                |
| Evangelische Kirche           | Hauptstraße 77 Lage                                  | 1756                    | spätbarocker Saalbau, bezeichnet 1756, Erweiterung 1846–49, Westturm, Ende des 19. Jahrhunderts, Architekt Ignaz Opfermann | Fotos hochladen                |
| Alter Friedhof                | Hauptstraße, bei Nr. 77 Lage                         | ab 1845                 | Alter Friedhof mit Umfassungsmauer - südöstlich der Kirche Kriegerdenkmal 1914/18, Standfigur eines betenden Soldaten, bezeichnet 1925; - Grabmäler: Grabmal Daniel Dietz († 1845), klassizistischer Sandsteinpfeiler; Grabmal Angelika Stappert geb. Clemens († 1879), Stele mit akroterbesetztem Segmentgiebel; Grabmal Jakob Stappert († 1888), derselbe Typ; Grabmal Johann Rickerich († 1870) bzw. Anna Christina Rickerich geb. Stumpf († 1879), Stele des Ädikulatyps mit gotisierenden Motiven; Grabmal Anna Maria Mann geb. Baumgärtner († 1881), gotisierende Stele; Grabmal Elisabetha Rickerich († 1882), antikische Akroterbekrönung; Grabmal Wilhelm Espenschied († 1883), vegetabil gestalteter Aufsatz; Grabmal Elisabethe Trapp († 1885), Relief einer bekränsten Urne; Grabmal Eheleute David Steiner († 1887), spiegelbildliches Doppelgrab; Grabmal Klara Schnepp geb. Mauer († 1889), Akroterbekrönung; Grabmal Philipp Espenschied († 1892), aufwändig skulptierte vegetabilische Bekrönung; Grabmal Philipp Peter Halberstadt († 1886), Obelisk mit vegetabilem Relief; Grabmal Jacob Krehbiehl († 1890), Obelisk mit barockisierendem Motiv; Grabmal Karl Kollmenter († 1894), Obelisk mit aufwändigen Details; Grabmal Katharina Hellriegel († 1903), Palmzweig; Grabmal Mathilde Dietz († 1900), trauernder kindlicher Engel; Grabmal Eheleute A. Kloninger († 1891), Doppelgrab mit schmiedeeiserner Einfriedung; Grabmal Eheleute Adam Wolf († 1894), ähnlich; am westlichen Friedhofsrand Reihe von vier solchen Stelen, um 1895/1900 | BW                             |
| Keller                        | Kellergasse 6 und ohne Nummer Lage                   | 18. bis 20. Jahrhundert | in der Stützmauer des Alten Friedhofs fünf Rundbogenportale zu tonnengewölbten Erdkellern des 18. bis frühen 20. Jahrhunderts; Nr. 6: vermutlich ehemaliges Kelterhaus, Pultdachbau, bezeichnet 1911; seltenes Zeugnis einer spezifischen historischen Wirtschafts- bzw. Lagerweise | Fotos hochladen                |
| Wohnhaus                      | Mühlstraße 1 Lage                                    | 1776                    | Wohnhaus, Putzbau mit Oberlichtportal, bezeichnet 1776; Ökonomie, Torfahrt im Balken bezeichnet 1816 (?) | BW                             |
| Spolie                        | Mühlstraße, an Nr. 2 Lage                            | 13. Jahrhundert         | an der Scheune monolithisches gotisches Zwillingsfenstergewände, wohl aus dem 13. Jahrhundert | BW                             |
| Pressersche Mühle             | Mühlstraße 4 Lage                                    | 18. bis 20. Jahrhundert | ehemalige Pressersche Mühle; Vierflügelanlage des 18. bis frühen 20. Jahrhunderts; stattliches spätbarockes Wohnhaus, 1776, Oberlichtportal mit Inschriftstein und Mühlradrelief; Torhaus bezeichnet 1808; Remise mit Rundbogenpforte, bezeichnet 1808, Obergeschossfachwerk des 19. Jahrhunderts; Bruchsteinscheune bezeichnet HM 1804, Ostflügel mit Waschküche, Schweinestall und Speicherobergeschoss | BW                             |
| Brücke                        | Untergasse Lage                                      | 1835                    | Brücke über den Wiesbach, stichbogiger Quaderbau, 1835 | BW                             |
| Katholische Kirche St. Martin | Wendelsheimer Straße 3 Lage                          |                         | romanisierender Saalbau aus Sandstein-Bossenquadern, bezeichnet 1931, Architekt Bischöflicher Baumeister Georg Bayer, Mainz; Ausstattung teilweise erhalten | BW                             |
| Weinbergshaus                 | südwestlich des Ortes Lage                           | 18. Jahrhundert         | Putzbau mit steiler Spitzkuppel, 18. Jahrhundert | Fotos hochladen                |
| Geistermühle                  | südwestlich des Ortes am Wiesbach, an der L 407 Lage | 1583                    | geschlossene Hofanlage, im Wesentlichen aus dem 18. bis 20. Jahrhundert; Wohnhaus umgebaut, Reliefplatte bezeichnet 1790; dreigeschossiger Mühlenbau, Mitte des 20. Jahrhunderts; Relieffragment bezeichnet 1790; umfangreiche Mühlentechnik; im Osten die ehemalige Stärkefabrik, Bruchsteinbau um 1880; sogenannte Gerätehalle mit barocken Fachwerkgiebeln und Spolien; Torhaus mit Fachwerkgiebel; großvolumige Scheune bezeichnet 1819; drei tonnengewölbte Keller; im ummauerten Garten kegelförmiges Brunnenhäuschen, 18. Jahrhundert; Gartenpforte mit wiederverwendeten Renaissancegewänden; östlich des Gehöfts flachbogige Wiesbachbrücke, Sandsteinquader, zweite Hälfte des 19. Jahrhunderts | weitere Bilder Fotos hochladen |